# Marilyn Hotchkiss' Ballroom Dancing and Charm School
Pour plus de détails, voir Fiche technique et Distribution.
Marilyn Hotchkiss' Ballroom Dancing and Charm School est une comédie musicale américaine réalisée par Randall Miller et sortie en 2005.

## Fiche technique
- Titre original : Marilyn Hotchkiss' Ballroom Dancing and Charm School
- Réalisation : Randall Miller
- Scénario : Randall Miller et Jody Savin
- Photographie : Jonathan Sela
- Montage : Randall Miller
- Musique : Mark Adler
- Costumes : Kathryn Morrison
- Décors : Maureen Osborne
- Producteur : Eileen Craft, Randall Miller, Morris Ruskin, Robert Bauer et Jody Savin
  - Coproducteur : Sarah Finn et Randi Hiller
  - Producteur délégué : Lon Bender, Eduardo Castro, Carlos Gidi, Art Klein, Jeffrey Lampert, Kevin Reidy et Ronald Savin
  - Producteur associé : Darren Moorman
- Sociétés de production : Unclaimed Freight Productions et Shoreline Entertainment
- Sociétés de distribution : Samuel Goldwyn Films (en)
- Pays d'origine :  États-Unis
- Langue originale : anglais
- Format : couleur
- Genre : Comédie dramatique, film musical
- Durée : 104 minutes
- Dates de sortie :
  - États-Unis :
    - 24 janvier 2005 (Sundance)
    - 31 mars 2006 (en salles)

  - Belgique : 10 mai 2006

## Distribution
- Robert Carlyle : Frank Keane
- John Goodman : Steve Mills
- Sean Astin : Kip Kipling
- Mary Steenburgen : Marienne Hotckiss
- Marisa Tomei : Meredith Morrison
- Donnie Wahlberg : Randall Ipswitch
- David Paymer : Rafael Horowitz
- Camryn Manheim : Lisa Gobar
- Adam Arkin : Gabe DiFranco
- Sônia Braga : Tina
- Elden Henson : Steve Mills jeune et Samson
- Ernie Hudson : Blake Rische
- Miguel Sandoval : Matthew Smith
- Octavia Spencer : Ayisha Lebaron
- Danny DeVito : Booth
- Harry Shearer : le présentateur de la publicité
- Ian Abercrombie : Ervin Sezgin
- Mary Pat Gleason : Natasha
- David St. James : Cameron McGee
- Philip Perlman : un homme de la défense civile
- Maggie Baird : Linda Sue
- Greg Serano : un policier
- Greg Collins : un pharmacien
- Tom Dahlgren : Sy Cranwinkle
- Patricia Fraser : Marilyn Hotchkiss
- Cliff Emmich : le portier
- John McLaughlin : le grand garçon